# Фетисова, Ирина Ивановна
Ири́на Ива́новна Фети́сова (после замужества — Пи́менова; р. 30 октября 1956, Ленинград) — советская спортсменка. Заслуженный мастер спорта СССР (1982), мастер спорта СССР международного класса по плаванию (1974) и академической гребле (1977).
Выступала за Ленинград — СКА (по 1976; 1981), «Труд» (1976—1980), «Динамо» (1982—1984).

## Биография

### Плавание
С детства Ирина занималась плаванием, и под руководством Генриха Яроцкого добилась заметных успехов: с 1970 по 1976 год входила в сборную СССР, в 1974 году стала бронзовым призёром чемпионата Европы и двукратной чемпионкой СССР.
Чемпионат Европы 1974
- 100 м брассом — 9-е место (1.16,18);
- 200 м комплексное плавание — -е место, установила рекорды СССР в предварительном заплыве (2.26,0) и финале (2.25,4).

Чемпионаты СССР
- : 1974 — 100 м брассом (1.16,8), комбинированная эстафета 4×100 м (34.37,4 — сборная Ленинграда: И. Павлова, И. Фетисова, А. Меерзон, Т. Шелофастова);
- : 1974 — 200 м комплексное плавание (2.27,8), 1975[прим 1] — 400 м комплексное плавание (5.13,56);
- : 1975[прим 1] — 200 м комплексное плавание (2.28,97).

### Академическая гребля
В 1976 году Ирина начала заниматься академической греблей, уже через год стала чемпионкой СССР и заняла 5-е место на чемпионате мира. В 1981 году она пересела из четвёрки в одиночку. Результат: в первый же год — победа на чемпионате СССР и «бронза» чемпионата мира, а в 1982 году она стала первой в истории советской академической гребли чемпионкой мира на одиночке среди женщин. В 1984 году Фетисова вернулась в четвёрку, войдя в экипаж, выигравший чемпионаты мира 1981—1983 годов; в его составе она победила на соревнованиях «Дружба-84». По окончании сезона она завершила спортивную карьеру.
Дружба-84
- — четвёрка парная с рулевой (А. Думчева, Е. Братишко, Е. Хлопцева, И. Фетисова, рулевая М. Земскова-Короткова).

Чемпионаты мира
- 1977 — 5-е место — четвёрка парная с рулевой (И. Фетисова, О. Васильченко, Е. Синицина, А. Кондрашина, рулевая Н. Чернышёва)
- 1981 —  — одиночка
- 1982 —  — одиночка
- 1983 —  — одиночка

Чемпионаты СССР
- : 1977 — четвёрка парная с рулевой (сборный экипаж), 1981, 1983[прим 3] — одиночка, 1984 — четвёрка парная с рулевой (сборная СССР);
- : 1978 — четвёрка парная с рулевой («Труд», Ленинград); 1980 — четвёрка парная (сборный экипаж);
- : 1979[прим 3] — четвёрка парная с рулевой (сборная Ленинграда), 1982 — одиночка.

## Награды
- Орден «Знак Почёта» (1985)[4]